# ایکس‌اف‌ایکس
ایکس اف ایکس (به انگلیسی: XFX) یکی از زیر مجموعه‌های شرکت پاین تکنولوژی هولدینگ با مسئولیت محدود (به انگلیسی: Pine Technology Holdings Limited) که دفتر مرکزی آن در هنگ کنگ است، می‌باشد. کارت‌های گرافیکی این شرکت ابتدا بر پایه پردازنده‌های انویدیا بود اما از سال ۲۰۰۹ محصولات این شرکت بر پایه ای ام دی می‌باشد. همانند دیگر شرکت‌های سازنده کارت گرافیکی، این شرکت نیز، کارتهای اورکلاک شده را که دارای سرعت بیشتری نسبت به کارتهای استاندارد می‌باشد را در کنار کارتهای استاندارد به فروش می‌رساند.